# Conor McCullough
Conor McCullough (ur. 31 stycznia 1991) – reprezentujący przez część swojej kariery Irlandię amerykański lekkoatleta specjalizujący się w rzucie młotem.
W 2007 roku zajął czwarte miejsce podczas mistrzostw świata juniorów młodszych. Kolejny sezon przyniósł zawodnikowi srebro mistrzostw świata juniorów. Dwa lata później w Moncton zdobyło złoty medal światowego czempionatu juniorów. Stawał na podium mistrzostw Stanów Zjednoczonych w kategorii juniorów i juniorów młodszych. Wielokrotny mistrz Irlandii.
Od lipca 2012 do lipca 2014 reprezentował Irlandię.

## Osiągnięcia
| Rok  | Impreza                               | Miejsce        | Lokata            | Wynik |
| ---- | ------------------------------------- | -------------- | ----------------- | ----- |
| 2007 | Mistrzostwa świata juniorów młodszych | Ostrawa        | 4. miejsce        | 74,54 |
| 2008 | Mistrzostwa świata juniorów           | Bydgoszcz      | 2. miejsce        | 75,88 |
| 2010 | Mistrzostwa świata juniorów           | Moncton        | 1. miejsce        | 80,79 |
| 2013 | Młodzieżowe mistrzostwa Europy        | Tampere        | 6. miejsce        | 71,49 |
| 2015 | Igrzyska panamerykańskie              | Toronto        | 3. miejsce        | 73,74 |
| 2015 | Mistrzostwa świata                    | Pekin          | el. – 13. miejsce | 74,31 |
| 2016 | Igrzyska olimpijskie                  | Rio de Janeiro | el. – 16. miejsce | 72,88 |
| 2019 | Mistrzostwa świata                    | Doha           | el. – 14. miejsce | 74,88 |

## Rekordy życiowe
- Rzut młotem (6 kg) – 80,79 (25 lipca 2010, Moncton) rekord Ameryki Północnej w kategorii juniorów
- Rzut młotem (7,26 kg) – 78,14 (26 lipca 2019, Des Moines)
- Rzut ciężarkiem – 25,31 (14 lutego 2020, Albuquerque)